# 泰恩杜凯达
泰恩杜凯达（Tendu Kheda），是印度中央邦Damoh县的一个城镇。总人口11228（2001年）。

## 人口
该地2001年总人口11228人，其中男性5894人，女性5334人；0—6岁人口1802人，其中男940人，女862人；识字率60.77%，其中男性为70.46%，女性为50.06%。